# ビートルズがやって来るヤァ!ヤァ!ヤァ! (映画)
『ビートルズがやって来るヤァ!ヤァ!ヤァ!』（英語: A Hard Day's Night）は、1964年に公開されたビートルズ初の主演映画。リチャード・レスターの監督作品で、イギリスで短編コメディを作っていたリチャードが映画界へ進出するきっかけとなった作品ともなっている。
脚本のアラン・オーウェンは、アメリカでこれまで量産されていたミュージシャン映画のメロドラマといったスタイルを踏襲せず、イギリス気質のあるコメディ作品にしようと考え、ビートルズの忙しい日常をドキュメンタリータッチで描くことにした。つまり、ビートルズがビートルズ自身の風刺劇を演じるという作品となった。なお、この作品では4人がそれぞれ主役であるが、中でもリンゴ・スターの演技が評価され、次作『ヘルプ!4人はアイドル』やビートルズ解散後の映画作品への出演に繋がった。
アメリカでの成功を念頭においていたため、サウンドトラックも兼ねた同名のアルバムを製作。ビートルズがデビュー後初めて、彼らのオリジナル曲のみで構成されたアルバムとなった。
映画作成に当たっては、アメリカでの失敗を恐れて低予算＆モノクロで制作されたが、結果は大ヒットとなり、アメリカでもビートルズの作品が軒並み大ヒットを記録した。
2001年に邦題を原題に近い『ハード・デイズ・ナイト』に変更してリバイバル上映され、現在ソフト版ではこちらの邦題が採用されている。

## あらすじ
ビートルズは、追いかけて来る熱狂的なファンの群を振り切り、列車に飛び乗る。ポールの座席の隣には、周囲を騒動に巻き込む悪戯好きなポールの祖父、ジョン・マッカートニーが座っている。彼は列車内でも滞在するホテルでも騒ぎを起こし、リンゴに届いたカジノの招待状を取り上げて遊びに行ってしまう。ビートルズとマネージャーのノームとシェイクはポールの祖父に振り回される。
記者会見やテレビ・ショーのリハーサルなどで忙しいビートルズ。そんな中、ジョージは人違いをされて新作の服のマーケティング会議に参加させられてしまう。読書していたリンゴは、ポールの祖父にそそのかされて散歩に出かけてしまう。リンゴはカメラを持って街に出かけるが、失敗ばかり起こし、警察官に不審者と思われ警察署に連行される。本番まであと数十分、ジョン、ポール、ジョージの3人は戻ってこないリンゴを探しに行く。その頃、ポールの祖父も偽サイン入りのビートルズの写真をファンに売ろうとして警察官に捕まり同じ警察署に連行される。ポールの祖父はリンゴの居場所を3人に知らせるため警察署を脱走する。3人はリンゴを連れ戻し、テレビ・ショーの本番で熱狂する観客を前に演奏する。そして、休む間もなくヘリコプターで次の場所へと移動する。

## キャスト
| 役名                   | 俳優                       | 日本語吹替                               |
| 役名                   | 俳優                       | NET版                                    |
| ---------------------- | -------------------------- | ---------------------------------------- |
| ジョン・レノン         | ジョン・レノン             | 広川太一郎                               |
| ポール・マッカートニー | ポール・マッカートニー     | 高橋元太郎                               |
| ジョージ・ハリスン     | ジョージ・ハリスン         | 堀勝之祐                                 |
| リンゴ・スター         | リンゴ・スター             | 鈴木やすし                               |
| おじいちゃん           | ウィルフレッド・ブランビル | 立岡光                                   |
| ノーム・ロッシントン   | ノーム・ロッシントン       | 小林修                                   |
| シェイク               | ジョン・ジャンキン         | 木下秀雄                                 |
| 番組のディレクター     | ビクター・スピネッティ     | 仁内達之                                 |
| ミリー                 | アンナ・クエイル           |                                          |
| 警部                   | デリク・ガイラー           | 八奈見乗児                               |
| 列車の男               | リチャード・バーノン       |                                          |
| ホテルのウェイター     | エドワード・マリン         | 八奈見乗児                               |
| 番組のAD               | ロビン・レイ               | 納谷六朗                                 |
| 振付師                 | ライオネル・ブレア         | 台詞なし                                 |
| 秘書                   | アリソン・シーボーム       |                                          |
| 少年                   | デイビット・ジャンソン     |                                          |
| カジノのマネージャー   | フレッド・デイビス         | 塩見竜介                                 |
| 不明 その他            | N/A                        | 国坂伸                                   |
| 日本語スタッフ         |                            |                                          |
| 演出                   | 演出                       | 小林守夫                                 |
| 翻訳                   | 翻訳                       | 上田公子                                 |
| 調整                   | 調整                       | 前田仁信                                 |
| 効果                   | 効果                       | TFCグループ 東上別符精                   |
| プロデューサー         | プロデューサー             | 久保田直秀                               |
| 制作                   | 制作                       | 東北新社                                 |
| 初回放送               | 初回放送                   | 1971年9月24日 『洋画特別席』 19:30-20:56 |

## タイトルの由来

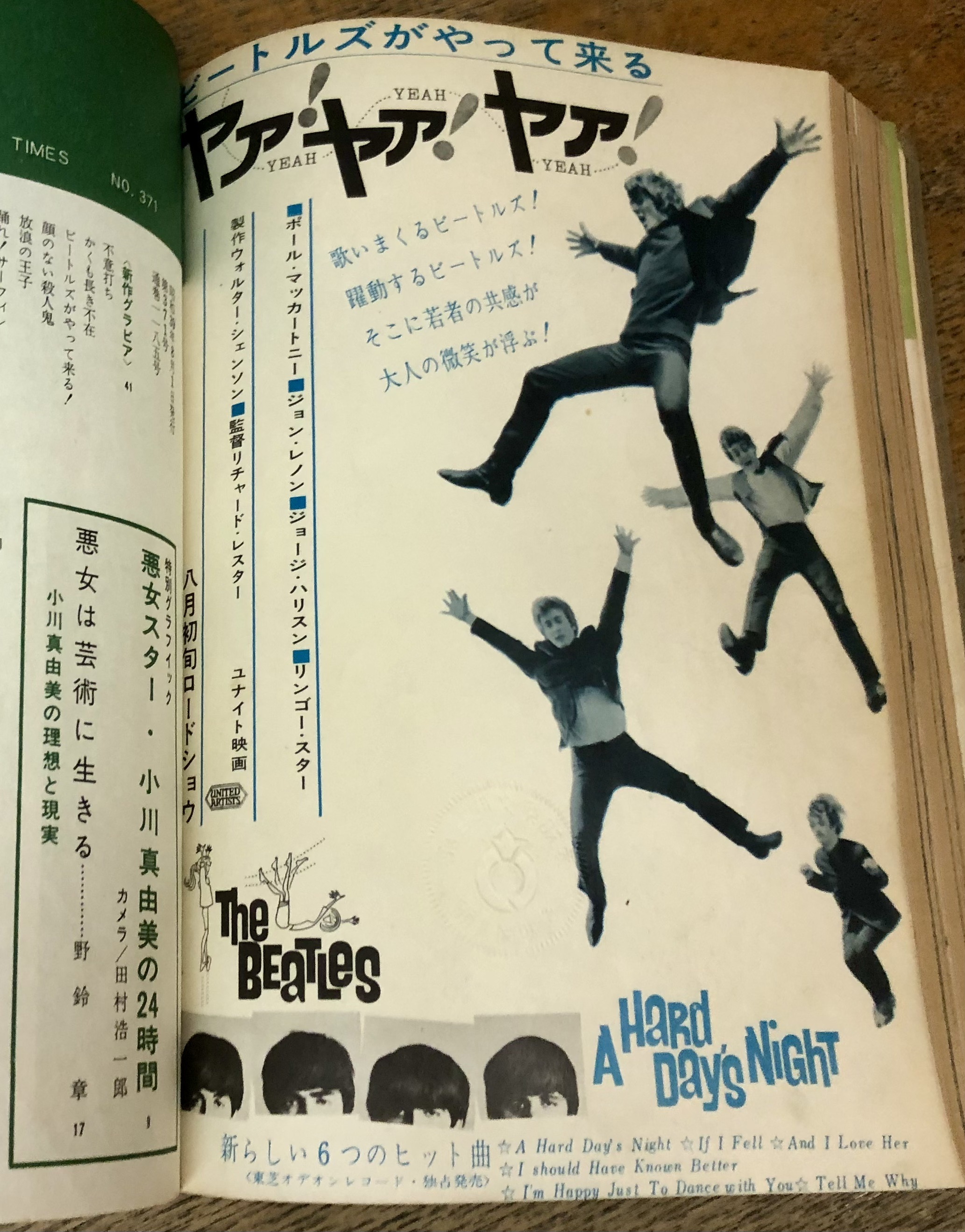
『キネマ旬報』1964年8月上旬号に掲載された広告

タイトル「A Hard Day's Night」は、忙しく働いた一日の終わりにリンゴ・スターが「It's been a hard day.」と言ったあと、外を見るとすでに暗くなっていたことに気付き「…'s night.」と付け足したというエピソードによる。
邦題の「ビートルズがやって来るヤァ!ヤァ!ヤァ!」は映画評論家・水野晴郎がユナイト映画在籍時に名付けたという話が知られているが、「ビートルズがやって来る」は前年の1963年にBritish-pathe社が製作したニュース映画「The Beatles come to town」（1963年のマンチェスター公演を収めたもの）と本作を取り違えて命名したのではないかという意見がある。また、日本よりも先に英EMI傘下のオデオンレコードから発売されたドイツ盤には「A HARD DAY'S NIGHT YEAH! YEAH! YEAH!」というタイトルが付けられている。ドイツ以外にもオデオンレコード版権の国では「YEAH! YEAH! YEAH!」が付いている版が複数存在する（日本もオデオン系）。
日本語版でこのようなタイトルが選ばれた理由について、当時東芝音楽工業でビートルズ担当であり、本映画のプロモーションにも関わっていた高嶋弘之は「取り違えの可能性は否定できないが、むしろあの時代の状況やファンの気持をうまく取り込んだ結果ではないか」と語っている。
2000年に再上映とDVDがリリースされた際の邦題は、「ハード・デイズ・ナイト」に改められた。

## 使用曲
本作で使用された楽曲は、ジョージ・ハリスン作の「ドント・バザー・ミー」を除き、いずれもレノン＝マッカートニーによって作られた。
- ア・ハード・デイズ・ナイト（オープニング・クレジット）
- 恋する二人
- アイ・ウォナ・ビー・ユア・マン（サンプル）
- ドント・バザー・ミー（サンプル）
- オール・マイ・ラヴィング（サンプル）
- 恋におちたら
- キャント・バイ・ミー・ラヴ
- アンド・アイ・ラヴ・ハー
- すてきなダンス
- リンゴのテーマ（インストゥルメンタル）
- キャント・バイ・ミー・ラヴ（リプリーズ）
- テル・ミー・ホワイ
- シー・ラヴズ・ユー
- ア・ハード・デイズ・ナイト（インストゥルメンタル、エンド・クレジット）

「アイ・ウォナ・ビー・ユア・マン」「ドント・バザー・ミー」「オール・マイ・ラヴィング」「シー・ラヴズ・ユー」の4曲を除いた全ての楽曲が、映画と同名のサウンドトラック盤に収録されている。また、1964年11月6日にパーロフォンよりEP『Extracts From The Film A Hard Day's Night』が発売された。A面には「恋する二人」と「恋におちたら」、B面には「テル・ミー・ホワイ」と「アンド・アイ・ラヴ・ハー」が収録された。

### 使用曲についての備考
- 本作の同名のアルバムに収録されている「ぼくが泣く」は、本作のために書かれた楽曲の1つだった。当初はメンバー4人が階段を駆け下り、広場ではしゃいでいるシーンで使用される予定だったが、監督の判断により「キャント・バイ・ミー・ラヴ」に差し替えられ、最終的に未使用となった[10]。
- 「ユー・キャント・ドゥ・ザット」は、映画の終盤のテレビ・ショーのシーンで使用される予定で、演奏シーンも撮影されたが、最終的にカットされた。この演奏シーンは、1964年5月24日に放送された『エド・サリヴァン・ショー』で、ロンドンで行なわれたビートルズへのインタビュー映像とともに放送された[11]。
- 「アイ・コール・ユア・ネーム」も本作に使用される予定だったが、いかなる理由かカットされた[12]。

## エピソード
作成された楽曲のほとんどは作品中で演奏された。また、公開放送の本番という設定で演奏されたシーンの観客の中には、エキストラとして若き日のフィル・コリンズがいた。これがきっかけになり、後に発表されたメイキング映像（現在は廃盤）ではホスト役をフィル・コリンズ自身が勤めている。
ビートルズがファンの女の子に追いかけられるというオープニングでは、撮影時に走っているジョージが転んでしまい、ジョージにつまづいたリンゴも転んでしまう。映画ではそのカットが使われている。
「恋におちたら」の演奏シーンで、ジョージがもたれ掛かったアンプが落ちそうになる。
劇中で乗り込んだ列車の中でビートルズがナンパする女学生の一員に、後にジョージの最初の妻となるパティ・ボイド（クレジット未表記）が出演している。撮影中にジョージとパティが恋仲になり交際がスタートした。当時の宣伝資料として撮影された写真に（映画内で登場した）女学生役の女優達4人が（メンバーそれぞれの名前が書かれたディレクターズ・チェアーに座った）ビートルズのメンバーの髪を櫛でとかしている写真があるが、ジョージの髪はパティ・ボイドがとかしている。
本作品とアルバムの成功で始まった初のアメリカツアーのために、ケネディ空港に降り立った彼らをひと目見ようと押しかけたファンの数は、現在でも同空港に押し寄せた見物客の最高記録を誇っているという。
ポールの祖父が何かというと「こぎれいな老紳士」と評されるが、これは演じているウィルフレッド・ブランビルが1962年からBBCで放映されていたコメディドラマ『Steptoe and Son』で、「汚いじいさん」といつも言われている主役の老人を演じていたことに由来する。

## パロディ・オマージュ
2009年公開のこまどり姉妹のドキュメンタリー映画『こまどり姉妹がやって来る ヤァ!ヤァ!ヤァ!』は、本作の旧邦題が元になっている。
ビートルズのパロディバンド、ラトルズのテレビ映画『オール・ユー・ニード・イズ・キャッシュ〜金こそすべて』の中に、本作のパロディシーンが登場する。
2009年の9月から始まった資生堂UNOのCMに、小栗旬、三浦春馬、妻夫木聡、瑛太の4人がこの映画のビートルズを思わせるキャラクターに扮している。使用された曲はビートルズではなく、ミシェル・ルグランの『Di-Gue-Ding-Ding（ディ・グ・ディン・ディン）』。